# Tim Lemperle
Tim Lemperle, né le 5 février 2002 à Francfort-sur-le-Main en Allemagne, est un footballeur allemand qui évolue au poste d'ailier droit au Greuther Fürth, en prêt du FC Cologne.

## Biographie

### En club
Né à Francfort-sur-le-Main en Allemagne, Tim Lemperle passe par le FSV Francfort, avant de poursuivre sa formation au FC Cologne, qu'il rejoint en 2017. Il signe son premier contrat professionnel avec Cologne le 13 mai 2020. Son contrat s'étend alors jusqu'en juin 2023.
Lemperle joue son premier match en professionnel le 27 juin 2020 face au Werder Brême, lors d'une rencontre de championnat. Il entre en jeu à la place d'Ismail Jakobs lors de cette rencontre perdue par son équipe sur le score large de six buts à un.
Tim Lemperle inscrit son premier but en professionnel le 28 août 2021, à l'occasion d'une rencontre de championnat contre le VfL Bochum. Entré en jeu en fin de match à la place de Sebastian Andersson, il marque le deuxième but de son équipe sur un service de Tomáš Ostrák, et son équipe l'emporte par deux buts à un,.
En juillet 2023, Tim Lemperle rejoint Greuther Fürth sous la forme d'un prêt d'une saison. Le transfert est annoncé le 16 juin 2023.

### En équipe nationale
Avec les moins de 17 ans, il inscrit un but contre l'Irlande en novembre 2018.
Avec les moins de 20 ans, il inscrit un but contre le Portugal en novembre 2021.
Tim Lemperle joue son premier match avec l'équipe d'Allemagne espoirs le 3 juin 2022 contre la Hongrie. Il entre en jeu et son équipe s'impose par quatre buts à zéro.

## Statistiques
| Saison                | Club                  | Championnat           | Championnat | Championnat | Coupe(s) nationale(s) | Coupe(s) nationale(s) | Compétition(s) continentale(s) | Compétition(s) continentale(s) | Compétition(s) continentale(s) | Total | Total |
| Saison                | Club                  | Division              | M.          | B.          | M.                    | B.                    | Comp.                          | M.                             | B.                             | M.    | B.    |
| 2020-2021             | FC Cologne            | 1.Bundesliga          | 1           | 0           | 1                     | 0                     | -                              | -                              | -                              | 2     | 0     |
| 2021-2022             | FC Cologne            | 1.Bundesliga          | 13          | 2           | 2                     | 0                     | -                              | -                              | -                              | 15    | 2     |
| 2022-2023             | FC Cologne            | 1.Bundesliga          | 12          | 0           | 1                     | 0                     | C4                             | 1                              | 0                              | 14    | 0     |
| Sous-total            | Sous-total            | Sous-total            | 26          | 2           | 4                     | 0                     | -                              | 1                              | 0                              | 31    | 2     |
| 2023-2024             | Greuther Fürth (prêt) | 2.Bundesliga          | 18          | 3           | 1                     | 0                     | -                              | -                              | -                              | 19    | 3     |
| Sous-total            | Sous-total            | Sous-total            | 18          | 3           | 1                     | 0                     | -                              | 0                              | 0                              | 19    | 3     |
| Total sur la carrière | Total sur la carrière | Total sur la carrière | 44          | 5           | 5                     | 0                     | -                              | 1                              | 0                              | 50    | 5     |